# Fuentesaúco de Fuentidueña
Fuentesaúco de Fuentidueña é um município da Espanha na província de Segóvia, comunidade autónoma de Castela e Leão, de área 25,95 km² com população de 310 habitantes (2005) e densidade populacional de 11,95 hab/km².

## Demografia
| Variação demográfica do município entre 1991 e 2004 | Variação demográfica do município entre 1991 e 2004 | Variação demográfica do município entre 1991 e 2004 | Variação demográfica do município entre 1991 e 2004 |
| --------------------------------------------------- | --------------------------------------------------- | --------------------------------------------------- | --------------------------------------------------- |
| 1991                                                | 1996                                                | 2001                                                | 2004                                                |
| 406                                                 | 351                                                 | 307                                                 | 310                                                 |